# 臺中市立圖書館霧峰以文分館

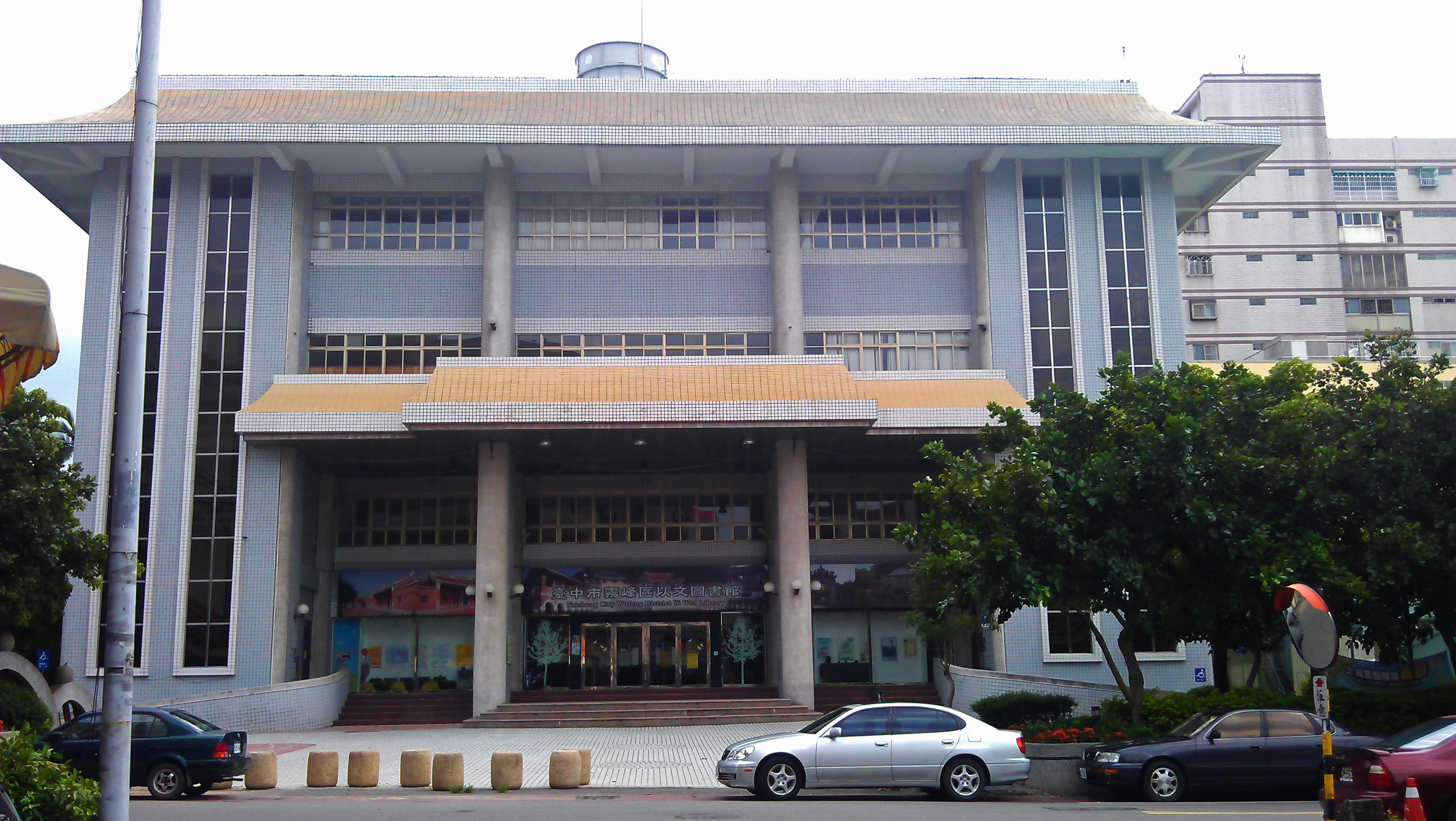
以文圖書館

臺中市立圖書館霧峰以文分館（簡稱以文圖書館），是位於臺灣臺中市霧峰區的公共圖書館，隸屬臺中市立圖書館。於1968年開館，是臺灣第一所鄉立圖書館。至2015年2月館藏計有114,621 餘冊，特殊館藏有霧峰與霧峰林家相關史料及霧峰林家宅園古蹟資料。

## 歷史
原館由僑選立法委員林以文資予霧峰鄉公所興建，位於霧峰區中正路945號；於1965年動工，1968年啟用，由時任臺灣省政府主席黃杰命名為「霧峰鄉以文圖書館」，是臺灣第一所鄉立圖書館。1993年，因原館面積不敷使用，遷移至大同路現址——霧峰綜合社會福利館二樓。2003年，得到行政院文化建設委員會專案補助，霧峰鄉公所執行「重建區公共圖書館經營管理金點子計畫」，重新規劃綜合社會福利館，將一、二樓全部劃歸圖書館使用。2009年承教育部「提升公共圖書館再造計畫」專案補助重新裝潢設計，2010年4月重新開館啟用。
2010年12月25日因臺中縣市合併為直轄市，原由公所管理的圖書館改隸屬臺中市文化局，並改稱「臺中市霧峰區以文圖書館」。2011年榮獲教育部考評「閱讀環境設備升級」中部第一名。

## 樓層配置
全館總面積4,385平方公尺：
| 3樓     | 大禮堂                                                     |
| 2樓     | 會議室、展覽室、閱覽室                                     |
| 1樓     | 流通櫃台、網路查詢區、兒童閱覽室、書庫、報紙期刊室、辦公室 |
| 地下1樓 | 停車場                                                     |

## 外部連結
- 臺中市立圖書館
- 臺中市立圖書館霧峰以文分館簡介 （页面存档备份，存于）